# Braccio (unità di misura)
Il braccio era un'unità di misura di lunghezza utilizzata, In Italia e all'estero, prima dell'introduzione del metro. Variava da città a città. Le prime attestazioni in Italia risalgono all'undicesimo secolo.

## Tipi di braccia

### Braccia italiane
Unità di misura per stoffe, tessuti, arazzi dalle Fiandre; aveva lunghezza diversa a seconda delle città italiane ed era in uso prima dell'adozione del sistema metrico decimale:
- Braccio fiorentino: 58,32 cm
- Braccio pistoiese: 61,28 cm

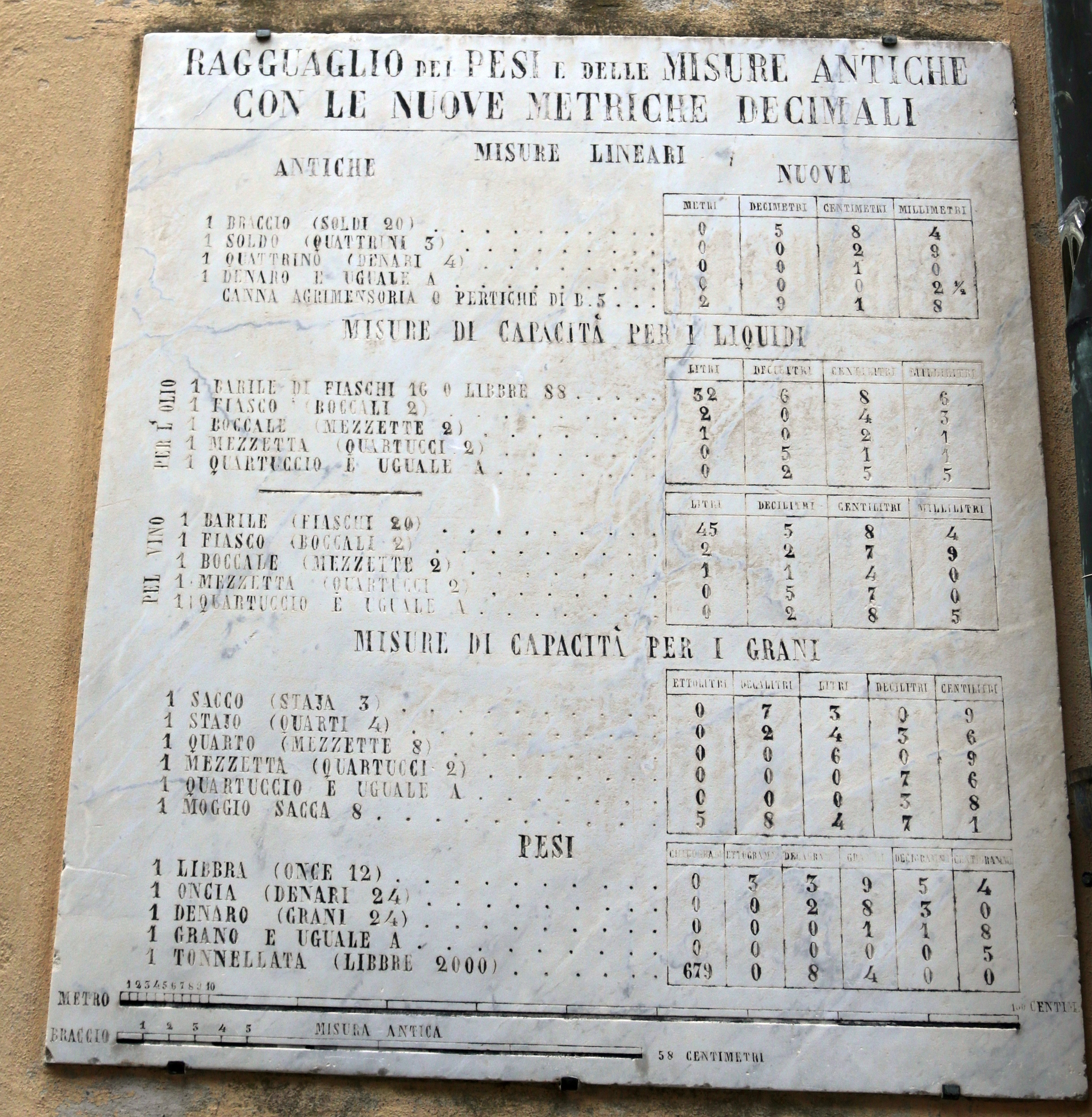
Tabella conversione metrica 1860, Toscana. 1 braccio =

- Braccio lucchese in uso in tutta la Repubblica di Lucca e poi nel Ducato di Lucca fino al 1847: 59 cm
- Braccio bolognese: 64 cm
  - braccio da seta: 59,5 cm
  - braccio da tela: 51,9 cm
- Braccio da tela (braz) forlivese: 74 cm
  - Braccio da panno forlivese: 62 cm
- Braccio (da lana) veneziano: 68,3 cm
  - braccio da seta: 63,8 cm
- Braccio torinese (= 1 raso): 59,94 cm
- Braccio milanese: 59,49 cm
  - Era diviso in 12 once (di circa 5 cm), ciascuna formata da 12 punti, e aveva come multipli l'oncia (12 braccia), il piede di 12 once, il trabucco di 6 piedi, e il miglio lombardo di 3000 braccia (circa 1784,809 m)[2]
- Braccio da lana milanese e bergamasco: 67,9 cm
- Braccio napoletano: 66,13735 cm (editto del 6 aprile 1480, in seguito fu usata la canna: 264,6 cm);
- Braccio capuano: 68,02721 cm (IX - XV secolo)[3]
- Braccio (d'ara/altare) dello Stato Pontificio: 74 cm
  - braccio da mercante: 67 cm
  - braccio per le tele: 63,5 cm
- Braccio parmigiano: 54 cm
- Brassio da panno ferrarese: 67,4 cm
- Brassio da seta ferrarese: 63,4 cm
- Brassio longo veronese: 64,8 cm
- Brassio corto veronese: 64,2 cm
- Braccio bergamasco: 53,14 cm

### Altre
- Braccio britannico (fathom, dall'inglese antico fæðm, "braccia distese"): 1,8288 m pari a due yards, usato spesso dai naviganti per misurare le profondità.